# Kup europskih prvaka 1990./91. (košarka)
Ovo je 34. izdanje Kupa europskih prvaka u košarci. Završni turnir održan je u Parizu od 16. do 18. travnja 1991. Pop 84 Split (prije Jugoplastika) osvojio je treći uzastopni naslov, a njen igrač Toni Kukoč proglašen je najkorisnijim igračem.

## Završni turnir

### Poluzavršnica
- Pop 84 Split -  Scavolini 93:87
- Barcelona -  Maccabi Elite 101:67

### Završnica
- Pop 84 Split -  Barcelona 70:65

- europski prvak:  Pop 84 Split (treći naslov)
  - sastav ([1] ): Zoran Sretenović, Velimir Perasović, Luka Pavićević, Toni Kukoč, Paško Tomić, Teo Čizmić, Petar Naumoski, Žan Tabak, Velibor Radović, Zoran Savić, Avie Lester, Aramis Naglić, trener Željko Pavličević